# Exocelina rasilis
Exocelina rasilis är en skalbaggsart som först beskrevs av Lea 1899.  Exocelina rasilis ingår i släktet Exocelina och familjen dykare. Inga underarter finns listade i Catalogue of Life.